# Neelix

Neelix

Neelix egy személy a Star Trek: Voyager című amerikai tudományos-fantasztikus televíziós sorozatban. A USS Voyager űrhajó szakácsa és hangulatfelelőse. Ethan Phillips alakítja.

## Áttekintés
Neelix eredetileg a Delta kvadránsban lévő Talax bolygó Rinax holdjáról származik. Nem teljesen tisztavérű talaxiai, mert egyik dédapja mylean-i származású. Húgával, Alixiával nagyon boldog gyermekkoruk volt. Viszonylag fiatalon kezdett el dolgozni, első munkahelye a Talaxon működő orbitális felvonóállomás volt. Egyike azon talaxiaiaknak, akik túlélték a hakkoniaiak által bevetett „metrion kaszkád” nevű fegyver tömegmészárlását. A mentőalakulatokkal ugyan ő is lement a Rinax-ra, de már senkit nem találtak életben, a teljes családjával is végzett a fegyver. A háború után hat évig egy talaxiai szemeteshajón szolgált, itt sok tapasztalatot szerzett a veszélyes hulladékok kezeléséről. Később már önállósodott, és saját hajójával a Gondviselő állomása közelében dolgozott roncskereskedőként, ami idő alatt nagy ismeretségi körre tett szert a Delta Kvadráns fajai közt. 
Sorsában nagy változást jelentett, amikor megismerkedett a Voyager űrhajó legénységével. Neelix ismertette meg Kathryn Janeway kapitányt a helyi politikai helyzettel, majd rávette ocampa barátnője, Kes megmentésére a kazon-ogla elől. Csatlakozott a legénységhez, mint útikalauz, amiért biztos ellátást kapott. Később azonban már önként jelentkezett különböző feladatokra, ő lett a hajó hangulatfelelőse és szakácsa, valamint erőfeszítéseivel hozzájárult a Voyager túléléséhez. A főztje ugyan nem tartozott feltétlenül a legfontosabb kulináris élményekhez, de a helyi flóra és fauna ismeretének köszönhetően friss ételeket tudott készíteni, ami által spórolhattak a replikátorok energiával. Az étkezde hamarosan fontos összejöveteli helyszínné vált a legénység körében.
A vidiianokkal történt első találkozáskor ellopták Neelix tüdőit, de a Doktor készített számára holografikus tüdőket, hogy életben tarthassa. Szerencsére a vidiiai foglyokkal szemben tanúsított jó bánásmód miatt azok hajlandóak voltak segíteni fejlettebb orvosi technológiájukkal: Kes egyik tüdejét kapta meg Neelix, melyet adaptálták a talaxiai szervezetéhez.
A hajón töltött két év után Kes és Neelix kapcsolatának bizonytalanságai a felszínre kerültek. Ráadásul nem sokkal később Kes teste feletti irányítást átvette Tieran, és kimondatta vele rejtett gondolatait. Miután Kes visszanyerte teste irányítását, és bocsánatot kért Tieran szavai miatt, de megegyeztek, hogy ezentúl csupán barátok maradnak. Viszont egy év múlva, amikor Kes elhagyta a Voyagert, már újra a régi. Samantha Wildman zászlós lányának, Naomi-nak lesz a keresztapja, és egyre többet mesél neki húgáról és családjáról, akik meghaltak a szörnyű hakkoniaiai-talaxiaiai háborúban.
Neelix ritkán beszélt hitéletéről, de egyik küldetésén több órára a klinikai halál állapotába került, és csak a borg Hét Kilenced által alkalmazott technológia hozta vissza az életbe, ami után megzavarodott, és komolyan foglalkoztatta az öngyilkosság, de Chakotay meggyőzte őt hogy az élet többet ér.
Tuvok parancsnokhelyettessel is furcsa kapcsolatuk volt, mivel Neelix élvezte ha cukkolhatta a vulkánit. Amikor viszont kiderült, hogy Tuvok komoly betegségben szenved, akkor Neelix ápolta és vezette vissza az egészséges életbe, tudva azt, hogy Tuvok miután felépült, nem fog emlékezni a kettejük közt kialakult barátságra. 
Az utolsó évadban dönt úgy, hogy elhagyja a Voyagert egy kisbolygón élő talaxiai kolónia miatt. Az ott élő Dexához később már romantikus szálak is fűzték. Janeway kapitány Neelix-et a Delta Kvadráns „hivatalos” nagykövetévé nevezte ki, így továbbra is kapcsolatban maradhatott a barátaival.

## Érdekességek
- Neelix-et két epizódban láthatjuk a Csillagflotta egyenruhájában: a Year of Hell és a Living Witness c. epizódokban. Illetve a Tuvix című epizód végén.